# Chrysoexorista chalcos
Chrysoexorista chalcos är en tvåvingeart som först beskrevs av Townsend 1934.  Chrysoexorista chalcos ingår i släktet Chrysoexorista och familjen parasitflugor. Inga underarter finns listade i Catalogue of Life.